# Серия W в сезоне 2019
Серия W 2019 года — первый сезон женской автогоночной Серии W, проводится с применением техники Формулы-3.
Первая гонка состоялась 4 мая 2019 года на трассе Хоккенхаймринг, а финальная 11 августа на Брэндс-Хэтч. В общей сложности в первом сезоне на трассах Европы: в Германия, Бельгия, Италия, Нидерландах и Великобритания, было проведено шесть этапов гонок поддержки DTM.

## Пилоты серии
Первоначально в отборочный лонг-лист сезона 2019 года были включены 55 гонщиц, а позже добавились ещё шесть. Оценка проводилась на тестовом и тренировочном полигон Вахауринг в Мельке, Австрия, в период с 26 по 28 января. Оценку осуществляли команда судей, включая Дэвида Култхарда, Александра Вурца и Лин Сент-Джеймс, которые выбрали итоговый список пилотесс, получивших право выступит в первом сезоне серии W на болиде Tatuus T-318. Претендентки провели 10 "пунктов тестов", в которых проверяли их навыки в гонках, физическую подготовку, медиа-тренинг (работа с камерой, журналистами, публикой), так же смотрелись результаты в предыдущих гоночных заездах. Далее прошли финальные серии заездов на выбывание, которые определила 28 претенденток, прошедших в следующий этап на Circuito De Almeria. На заключительном этапе, состоявшимся с 22 по 27 марта, на котором наряду с традиционными тестами на физ. подготовку и навыков пилотирования, были проведены дополнительные тесты на стрессоустойчивость и умение чётко анализировать гоночные результаты и доводить их до команды. В окончательный список вошли 18 пилотесс основного состава и четыре дополнительные участницы серии, которые находились в резерве, на случай невозможности выступить боевому пилоту.
Формат оценки вызвал неоднозначные мнения у конкуренток. Исключённая женщина-пилот Шарлотт Пойтинг назвала процесс запутанным и что судьи очевидно не искали самых быстрых претенденток. В то же время её соотечественница прошедшая в итоговый список Кэйтлин Вуд утверждала, что оценка была настолько справедливой, насколько это могло быть.

### Пилоты не прошедшие квалификацию

#### Были заявлены но не приняли участие в аттестации
Амна Аль-Кубаиси
 Анжелика Германн
 Кармен Хорда
 Кэрри Шрайнер
 Мишель Гэттинг
 Мишель Халдер
 Шина Монк

#### Выбыли после аттестации
Айла Арген
 Алессандра Брена
 Александра Маринеску
 Бруна Томазелли
 Вероника Циха
 Дорин Зайдель
 Ивана Цейтинич
 Инес Тайтингер
 Карлотта Федели
 Кармен Боис
 Касси Ганнис
 Кортни Кроун
 Любовь Озерецковская
 Милла Мякеля
 Мира Эрда
 Мэрилин Нидерхаузер
 Самин Гомес
 Сити Шахкирах
 Снеха Шарма
 Теиджен Поулс
 Тони Брейдингер
 Фабьен Ланц
 Ханна Зеллерс
 Челси Анжело
 Шарлотт Пойтинг
 Шарон Сколари

#### Выбыли после тестов
Александра Уитли
 Грейс Жуи
 Милу Метс
 Натали Деккер
 Наталия Ковальска
 Ширли ван дер Лоф

### Пилоты прошедшие квалификацию
Все болиды эксплуатировались единственно командой Hitech GP, используемое шасси Tatuus T-318, а шины от поставщика Hankook.
| №              | Пилот             | Гран-при  |
| -------------- | ----------------- | --------- |
| 2              | Эсме Хоуки        | все       |
| 3              | Гося Рдест        | все       |
| 5              | Фабьен Вольвенд   | все       |
| 7              | Эмма Кимилайнен   | 1, 4–6    |
| 11             | Вики Пирия        | все       |
| 19             | Марта Гарсия      | все       |
| 20             | Кэйтлин Вуд       | все       |
| 21             | Джессика Хокинс   | все       |
| 26             | Сара Мур          | все       |
| 27             | Элис Пауэлл       | все       |
| 31             | Тасмин Пеппер     | все       |
| 37             | Сэйбр Кук         | все       |
| 49             | Меган Гилкс       | 1–3, 5, 6 |
| 55             | Джейми Чедвик     | все       |
| 67             | Ши Холбрук        | все       |
| 85             | Мики Кояма        | все       |
| 95             | Бейтске Виссер    | все       |
| 99             | Наоми Шифф        | все       |
| Резервные      |                   |           |
| 58             | Сара Бови         | 2, 3, 6   |
| 77             | Вивьен Кестхейи   | 2–4, 6    |
| Не участвовали |                   |           |
| –              | Стефан Кокс       | –         |
| –              | Франческа Линосси | –         |
| Источник:      |                   |           |

## Календарь на сезон
Гонки Серии W проводятся в качестве гонок поддержек этапов Deutsche Tourenwagen Masters (DTM). В календаре сезона 2019 года в Серии W значится всего шесть этапов.
| № | Трасса         | Место проведения               | Дата          |
| - | -------------- | ------------------------------ | ------------- |
| 1 | Хоккенхаймринг | Хоккенхайм, Германия           | 3—4 мая       |
| 2 | Золдер         | Хёсден-Золдер, Бельгия         | 17—18 мая     |
| 3 | Мизано         | Мизано-Адриатико, Италия       | 7—8 июня      |
| 4 | Норисринг      | Нюрнберг, Германия             | 5—6 июля      |
| 5 | Ассен          | Ассен, Нидерланды              | 19—20 июля    |
| 6 | Брэндс-Хэтч    | Вест-Кингсдаун, Великобритания | 10—11 августа |

## Результаты гонок
В каждом из шести раундов, было проведено по одной зачётной гонке, в рамке гонок поддержки для Deutsche Tourenwagen Masters (DTM). На голландский трассе в Ассене, помимо основной гонки, чьи результаты пошли в зачёт чемпионата, на следующий день прошла вне зачётная гонка.
| №   | Трасса         | Поул-позиция    | Быстрый круг    | Победитель      | Дата       | Ш | Отчёт |
| --- | -------------- | --------------- | --------------- | --------------- | ---------- | - | ----- |
| 1   | Хоккенхаймринг | Джейми Чедвик   | Мики Кояма      | Джейми Чедвик   | 4 мая      | H | Отчёт |
| 2   | Золдер         | Джейми Чедвик   | Бейтске Виссер  | Бейтске Виссер  | 18 мая     | H | Отчёт |
| 3   | Мизано         | Фабьен Вольвенд | Бейтске Виссер  | Джейми Чедвик   | 8 июня     | H | Отчёт |
| 4   | Норисринг      | Марта Гарсия    | Эмма Кимилайнен | Марта Гарсия    | 6 июля     | H | Отчёт |
| 5   | Ассен          | Эмма Кимилайнен | Эмма Кимилайнен | Эмма Кимилайнен | 20 июля    | H | Отчёт |
| NC1 | Ассен          |                 | Сэйбр Кук       | Меган Гилкс     | 21 июля    | H | Отчёт |
| 6   | Брэндс-Хэтч    | Джейми Чедвик   | Эмма Кимилайнен | Элис Пауэлл     | 11 августа | H | Отчёт |

1. ↑  Не зачётная гонка.

## Положение в чемпионате

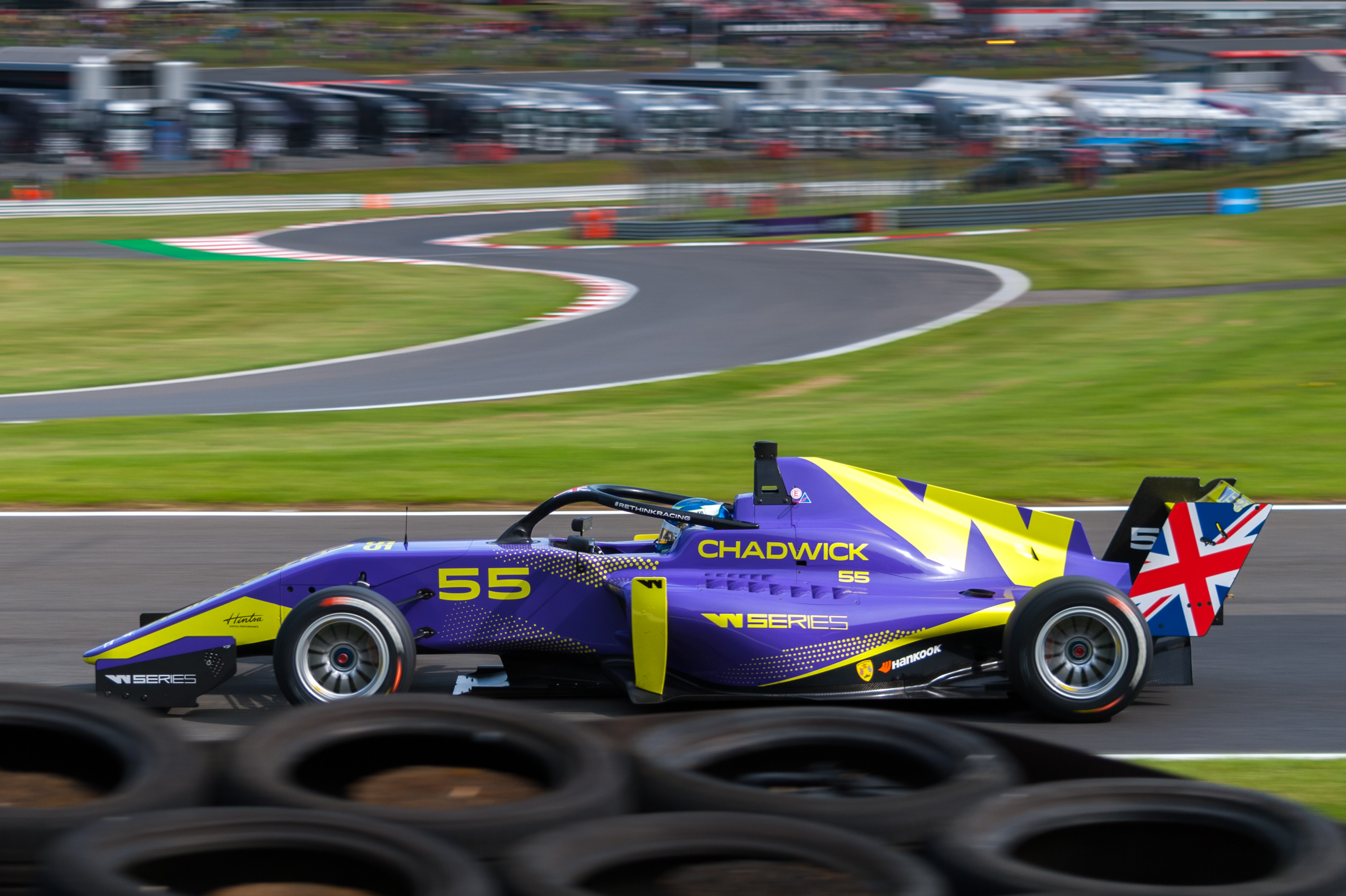
Джейми Чедвик на трассе Брэндс-Хэтч

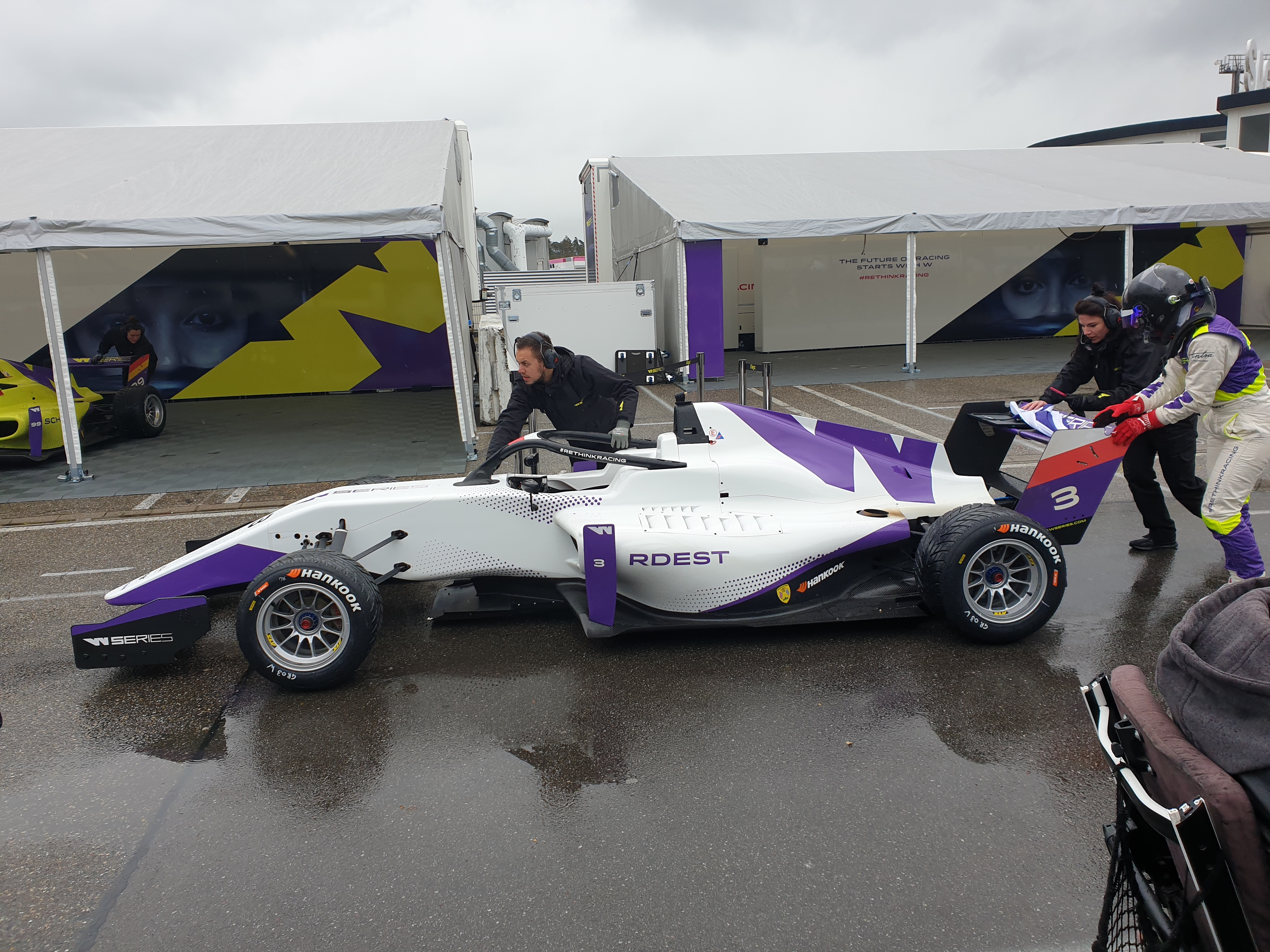
Автомобиль Tatuus T-318 в Золдере

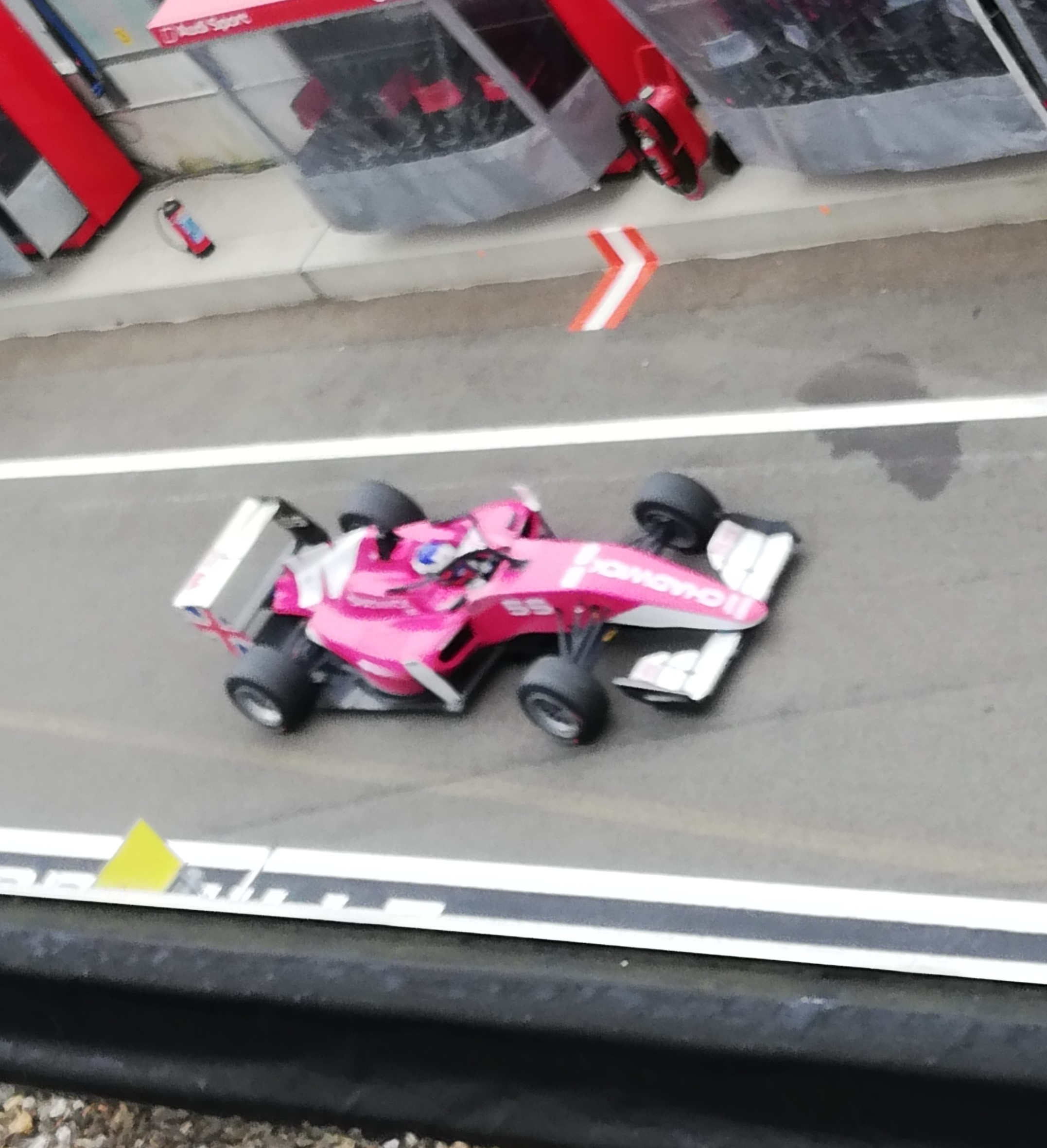
Джейми Чедвик на трассе Золдер

Очки были присуждены десяти лучшим классифицированным гонщицам в следующим порядке:
| Место | Первое | Второе | Третье | Четвёртое | Пятое | Шестое | Седьмое | Восьмое | Девятое | Десятое |
| ----- | ------ | ------ | ------ | --------- | ----- | ------ | ------- | ------- | ------- | ------- |
| Очки  | 25     | 18     | 15     | 12        | 10    | 8      | 6       | 4       | 2       | 1       |

| Легенда к таблице |                                                                       |
| --- | --------------------------------------------------------------------- |
| В таблице перечислены результаты всех гонок сезона. Строками таблицы являются гонщицы, упорядоченные по их положению в чемпионате мира, столбцами — этапы серии. В каждой клетке указан результат, дополнительно обозначенный цветом. Расшифровка обозначений и цветов представлена в нижеследующей таблице. |                                                                       |
| \| Пример \| Описание \| \| ------------ \| --------------------------------------------------------------------- \| \| 1 \| Победительница \| \| 2 \| Второе место \| \| 3 \| Третье место \| \| 5 \| Финишировала, заработав очки \| \| Сход \| Не финишировала, но при этом заработала очки \| \| 12 \| Финишировала, не получив очков \| \| НКЛ \| Финишировала, но не попала в финальную классификацию \| \| 15 \| Участвовала вне зачёта, либо по отдельной классификации \| \| 18 \| Не финишировала, но попал в финальную классификацию \| \| Сход \| Не финишировала \| \| НКВ \| Не прошла квалификацию \| \| НПКВ \| Не прошла предквалификацию \| \| ДСК \| Дисквалифицирована \| \| ИСК \| Исключена из протокола соревнований \| \| ТТ \| Участвовала только в тренировках \| \| НС \| Участвовала в квалификации, но не стартовала в гонке \| \| Т \| Травмирована или больна \| \| ОТК \| Отказ от участия \| \| НТР \| Прибыла на соревнования, но на трассу не выезжала \| \| НПР \| Была заявлена в числе участников, но не прибыла к началу соревнований \| \| О \| Соревнования отменены \| \| \| Не участвовала \| \| Поул-позиция \| \| \| Быстрый круг \| \| |                                                                       |
| Пример | Описание                                                              |
| 1 | Победительница                                                        |
| 2 | Второе место                                                          |
| 3 | Третье место                                                          |
| 5 | Финишировала, заработав очки                                          |
| Сход | Не финишировала, но при этом заработала очки                          |
| 12 | Финишировала, не получив очков                                        |
| НКЛ | Финишировала, но не попала в финальную классификацию                  |
| 15 | Участвовала вне зачёта, либо по отдельной классификации               |
| 18 | Не финишировала, но попал в финальную классификацию                   |
| Сход | Не финишировала                                                       |
| НКВ | Не прошла квалификацию                                                |
| НПКВ | Не прошла предквалификацию                                            |
| ДСК | Дисквалифицирована                                                    |
| ИСК | Исключена из протокола соревнований                                   |
| ТТ | Участвовала только в тренировках                                      |
| НС | Участвовала в квалификации, но не стартовала в гонке                  |
| Т | Травмирована или больна                                               |
| ОТК | Отказ от участия                                                      |
| НТР | Прибыла на соревнования, но на трассу не выезжала                     |
| НПР | Была заявлена в числе участников, но не прибыла к началу соревнований |
| О | Соревнования отменены                                                 |
| | Не участвовала                                                        |
| Поул-позиция |                                                                       |
| Быстрый круг |                                                                       |

| Место | Пилот           | №  | ХОК  | ЗОЛ  | МИЗ  | НОР  | АСС  | БРХ | Очки |
| ----- | --------------- | -- | ---- | ---- | ---- | ---- | ---- | --- | ---- |
| 1     | Джейми Чедвик   | 55 | 1    | 2    | 1    | 3    | 3    | 4   | 110  |
| 2     | Бейтске Виссер  | 95 | 4    | 1    | 2    | 2    | 4    | 3   | 100  |
| 3     | Элис Пауэлл     | 27 | 2    | 3    | Сход | Сход | 2    | 1   | 76   |
| 4     | Марта Гарсия    | 19 | 3    | 4    | 6    | 1    | 9    | 8   | 66   |
| 5     | Эмма Кимилайнен | 7  | Сход | ОТК  |      | 5    | 1    | 2   | 53   |
| 6     | Фабьен Вольвенд | 5  | 6    | 7    | 3    | 4    | 15   | 5   | 51   |
| 7     | Мики Кояма      | 85 | 7    | 8    | 4    | 6    | Сход | 20  | 30   |
| 8     | Сара Мур        | 26 | 5    | 5    | 9    | Сход | 10   | 10  | 24   |
| 9     | Вики Пирия      | 11 | 15   | 9    | 5    | 12   | 8    | 6   | 24   |
| 10    | Тасмин Пеппер   | 31 | 8    | 6    | 7    | 8    | Сход | 12  | 22   |
| 11    | Джессика Хокинс | 21 | 11   | 13   | 15   | Сход | 7    | 7   | 12   |
| 12    | Сэйбр Кук       | 37 | 13   | 15   | 8    | 7    | 13   | 9   | 12   |
| 13    | Кэйтлин Вуд     | 20 | 10   | 11   | 14   | 11   | 5    | 11  | 11   |
| 14    | Гося Рдест      | 3  | 9    | Сход | 13   | 14   | 6    | 13  | 10   |
| 15    | Эсме Хоуки      | 2  | 12   | Сход | 11   | 9    | 11   | 16  | 2    |
| 16    | Наоми Шифф      | 99 | 14   | 10   | 18   | 10   | 12   | 15  | 2    |
| 17    | Вивьен Кестхейи | 77 |      | Сход | 10   | 13   |      | 14  | 1    |
| 18    | Ши Холбрук      | 67 | 16   | 12   | 16   | 15   | 16   | 17  | 0    |
| 19    | Сара Бови       | 58 |      | НС   | 12   |      |      | 19  | 0    |
| 20    | Меган Гилкс     | 49 | Сход | 14   | 17   |      | 14   | 18  | 0    |
| Место | Пилот           | №  | ХОК  | ЗОЛ  | МИЗ  | НОР  | АСС  | БРХ | Очки |

### Статистика
| Место | Пилот           | Победы |
| ----- | --------------- | ------ |
| 1     | Джейми Чедвик   | 2      |
| 2     | Бейтске Виссер  | 1      |
| —     | Марта Гарсия    | 1      |
| —     | Элис Пауэлл     | 1      |
| —     | Эмма Кимилайнен | 1      |

| Место | Пилот           | Подиумы |
| ----- | --------------- | ------- |
| 1     | Джейми Чедвик   | 5       |
| 2     | Бейтске Виссер  | 4       |
| —     | Элис Пауэлл     | 4       |
| 4     | Марта Гарсия    | 2       |
| —     | Эмма Кимилайнен | 2       |
| 6     | Фабьен Вольвенд | 1       |

| Место | Пилот           | Поулы |
| ----- | --------------- | ----- |
| 1     | Джейми Чедвик   | 3     |
| 2     | Марта Гарсия    | 1     |
| —     | Фабьен Вольвенд | 1     |
| —     | Эмма Кимилайнен | 1     |

| Место | Пилот           | БК |
| ----- | --------------- | -- |
| 1     | Эмма Кимилайнен | 3  |
| 2     | Бейтске Виссер  | 2  |
| 3     | Мики Кояма      | 1  |